# 地球照

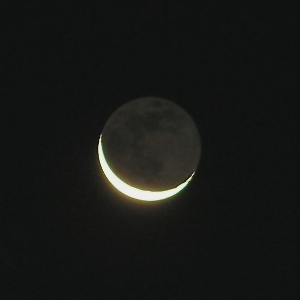
地球照

地球照（ちきゅうしょう、英語：earthshine）とは、月の欠けて暗くなっている部分が、地球に照らされて、うっすらと見える現象である。
英語圏では地球照を表す「the old moon in the new moon's arms」という慣用句があり、これは直訳すると「新しい月に抱かれた古い月」となる。

## 原理

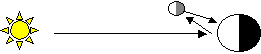
地球照の原理

地球照は、地球で反射した太陽光が、月を照らすことによって生じるものである。この現象は、地球で反射した太陽光が月にまで達し、その光がさらに月面で反射され、再度地球にまで戻ってくることによって生じる。
月は大気や雲がなく岩石のみであり、満月が明るく見えるといっても、月のアルベド（反射能）は7%程である。それに対して地球（月から望む“満地球”）は面積で約13.5倍大きく、アルベドが37%（雲や氷雪が良く光を反射する）である。月から望む“満地球”は、地球から望む満月の70倍も明るいことになる。

## 観察

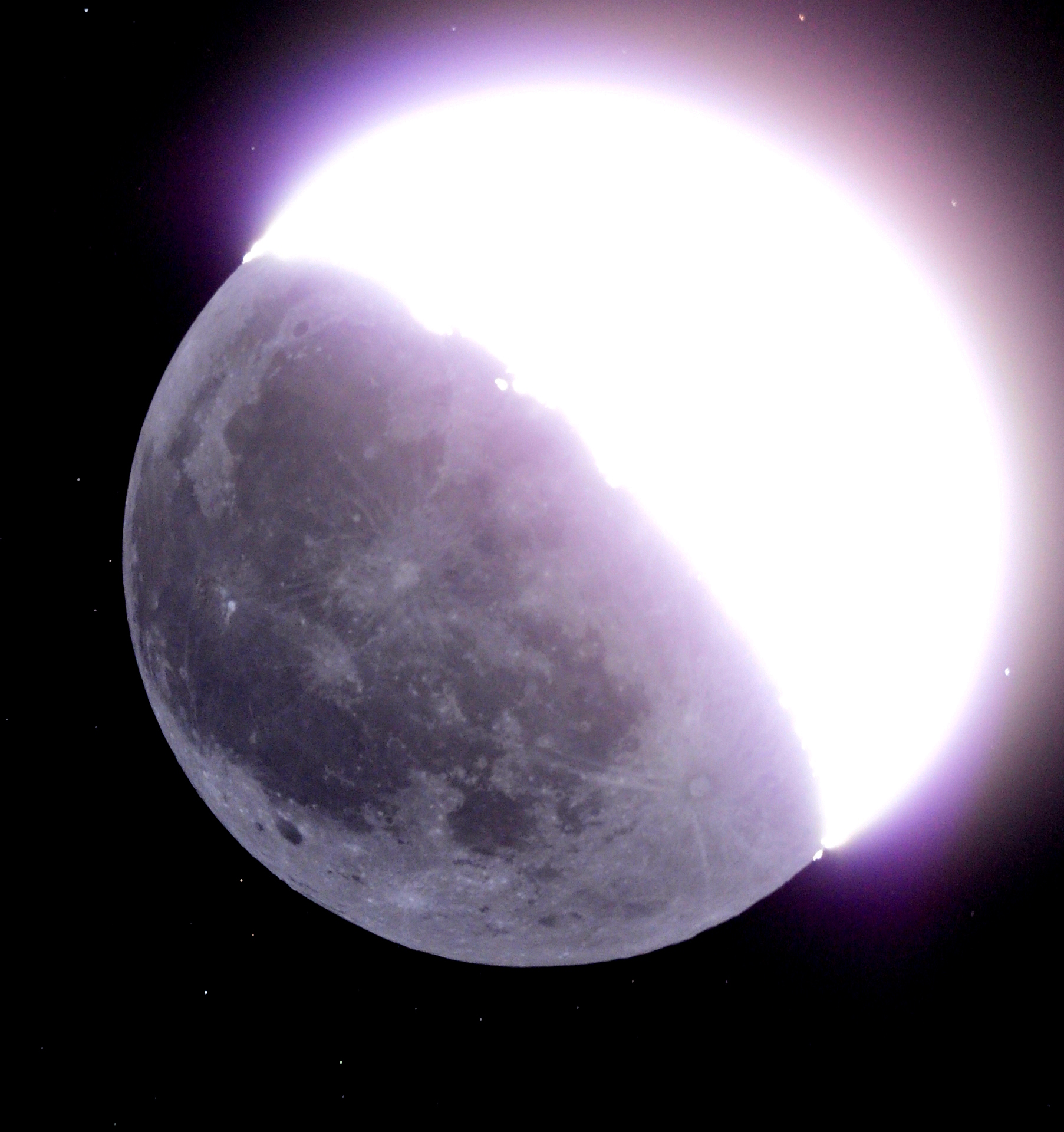
上弦に近い頃の地球照

肉眼での確認が容易な期間は、新月を挟む、月齢27から3（三日月）前後の、月の輪郭が小さな時である。これは、月から見る地球が“満地球”に近い状態で、地球からの反射光が多くなるとともに、月の光っている面積が小さいので眩しくないためである。地球照は淡い光なので、空気が澄んでいて周囲が暗い場所で観察するとよい。
日本では冬期に観察しやすく、天体観測を意識しない一般の人でも目にする機会が増える。これは冬は乾燥して空気が澄んでいることや、冬の夕方の黄道は地平線となす角が大きく三日月が高い位置に見えるためである。逆に夏期は多湿で空気の透明度が下がることや、夕方の三日月の地平高度が低いため観察しにくくなる。
新月の時には月から地球を見ると“満地球”になって反射光も最大になるが、新月は地球から見て太陽と同じ方向にあって夜間に観察できないので、地球照も見ることができない。ただし、皆既日食の時に限っては、太陽面を隠す月面全面の地球照が見える。

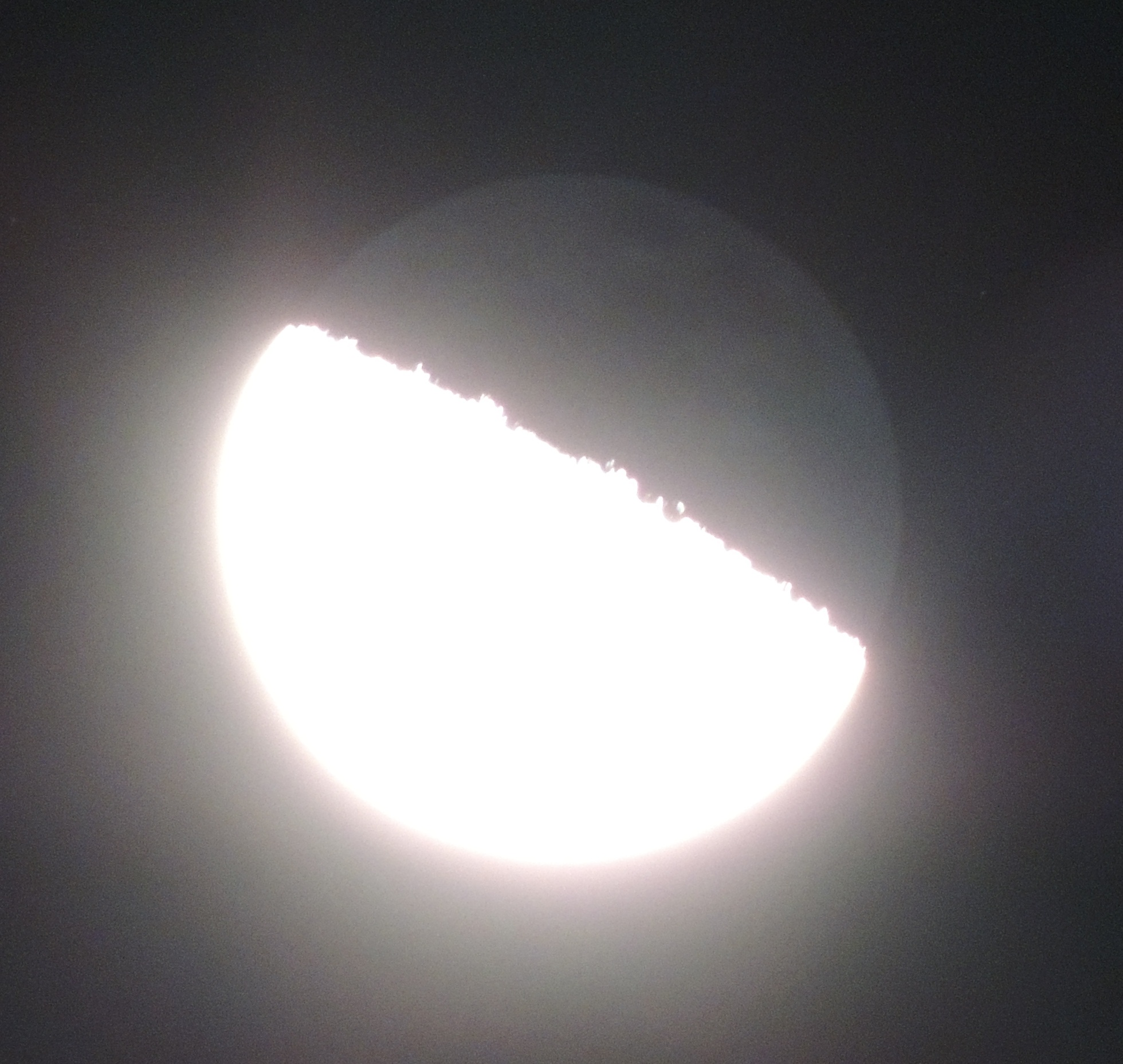
半月より大きい月の地球照（下弦前）

半月より大きい月（上弦～満月～下弦）になると、肉眼では地球照を観察するのが難しくなる。これは月の光っている部分の面積が増えて眩しくなること、月から見ると地球が大きく欠けた形（“半地球”より小さい状態）となって反射光が減るためである。それでも望遠鏡を使って倍率を上げて光っている部分を視野外に追い出せば、観察できる。また、露出時間を長くして撮影すれば写る。

## Planetshine
地球・月系以外の惑星・衛星系に一般化して、惑星表面で反射した太陽光が衛星の影の部分を照らす現象を、planetshineという(直訳すれば「惑星照」であるが、一般的な用語ではない)。